# José Eurípedes Gonçalves
José Eurípedes Gonçalves (Palmeira,  — Curitiba, 1948) foi um militar e político brasileiro. Foi o primeiro prefeito eleito da Vila de Campina Grande, atual Campina Grande do Sul.
Com a patente de tenente, o militar participou ativamente para que a antiga Vila Glycerio fosse elevada à categoria de município. Com a instalação da câmara municipal, na década de 1880, o tenente Eurípedes foi eleito em 1891 para a prefeitura da vila. Ocupou o cargo entre 1892 a 1895. 
Atualmente, seu nome é lembrado na principal escola do município, a Escola Municipal José Eurípedes Gonçalves.